# تلمبة أغل (مشيز بردسير)
تلمبة أغل (بالإنجليزية: Tolombeh-ye Aghal)‏ هي مستوطنة تقع في إيران في كرمان. يقدر عدد سكانها بـ 21 نسمة .